# Krhanice
Krhanice (Duits: Krehanitz) is een Tsjechische gemeente in de regio Midden-Bohemen en maakt deel uit van het district Benešov. Het dorp ligt bijna tegen Chrást nad Sázavou aan, op 13 kilometer afstand van de stad Benešov en op 20 kilometer afstand van Praag.
Krhanice telt 1113 inwoners (2024).

## Geografie
De gemeente Krhanice bestaat uit de volgende plaatsen:
- Krhanice;
- Dolní Požáry;
- Prosečnice.

Krhanice ligt aan de rechteroever van de rivier de Sázava. Ten noorden van het dorp ligt de heuvel Grybla en het gelijknamige natuurreservaat. Ten noordwesten van het dorp bevindt zich natuurmonument Vlčí rokle.

## Geschiedenis
De eerste schriftelijke vermelding van het dorp dateert van 1228.
Sinds 1960 maakt Krhanice deel uit van het district Benešov. Het wapen en de vlag werden bij besluit van de voorzitter van de Kamer van Afgevaardigden van het Parlement van de Tsjechische Republiek op 20 januari 2005 toegekend.

## Voorzieningen
Er zijn een brandweerkazerne, school en voetbalveld in het dorp.

## Verkeer en vervoer

### Autowegen
De regionale weg II/106 loopt door de gemeente en verbindt Krhanice met Štěchovice, Kamenný Přívoz, Týnec nad Sázavou en Benešov. 

### Spoorlijnen
Er zijn twee stations in de gemeente: Krhanice en Prosečnice. Beide liggen aan spoorlijn 210 Praag - Vrané nad Vltavou - Jílové u Prahy - Týnec nad Sázavou - Čerčany. Het vervoer op de lijn begon in 1897.

### Buslijnen
Er zijn zeven bushaltes in de gemeente:
| Halte                | Lijn(en) | Traject(en)                                           | Vervoerder(s)            |
| -------------------- | -------- | ----------------------------------------------------- | ------------------------ |
| Krhanice, Krhanice   | 752      | Benešov - Jílové u Prahy                              | CŠAD Benešov             |
| Krhanice, Lom        | 332 752  | Neveklov - Praag-Budějovická Benešov - Jílové u Prahy | CŠAD Benešov ARRIVA CITY |
| Krhanice, K Žel.st.  | 752      | Benešov - Jílové u Prahy                              | CŠAD Benešov             |
| Krhanice, Most       | 752      | Benešov - Jílové u Prahy                              | CŠAD Benešov             |
| Krhanice, Prosečnice | 332 752  | Neveklov - Praag-Budějovická Benešov - Jílové u Prahy | CŠAD Benešov ARRIVA CITY |
| Krhanice, Škola      | 752      | Benešov - Jílové u Prahy                              | CŠAD Benešov             |
| Krhanice, Žel.st.    | 752      | Benešov - Jílové u Prahy                              | CŠAD Benešov             |

### Wandelroutes
Er lopen twee wandelroutes door de gemeente:
- Rood: Davle - Kamenný Přívoz - Prosečnice - Horní Požáry - Dolní Požáry - Čerčany;
- Geel: Prosečnice - Vlčín - Horní Požáry.

## Bezienswaardigheden
- Sint-Jozefkapel;
- Boerderij op nr. 22.

## Geboren in Krhanice
- Antonín Stibůrek (1942–2023), een beeldhouwer en schilder

- Jiří Hájek (1913–1993), een politicus, diplomaat en hoogleraar
- Otakar Brousek sr. (1924–2014), een theater-, film- en televisieacteur

## Galerij

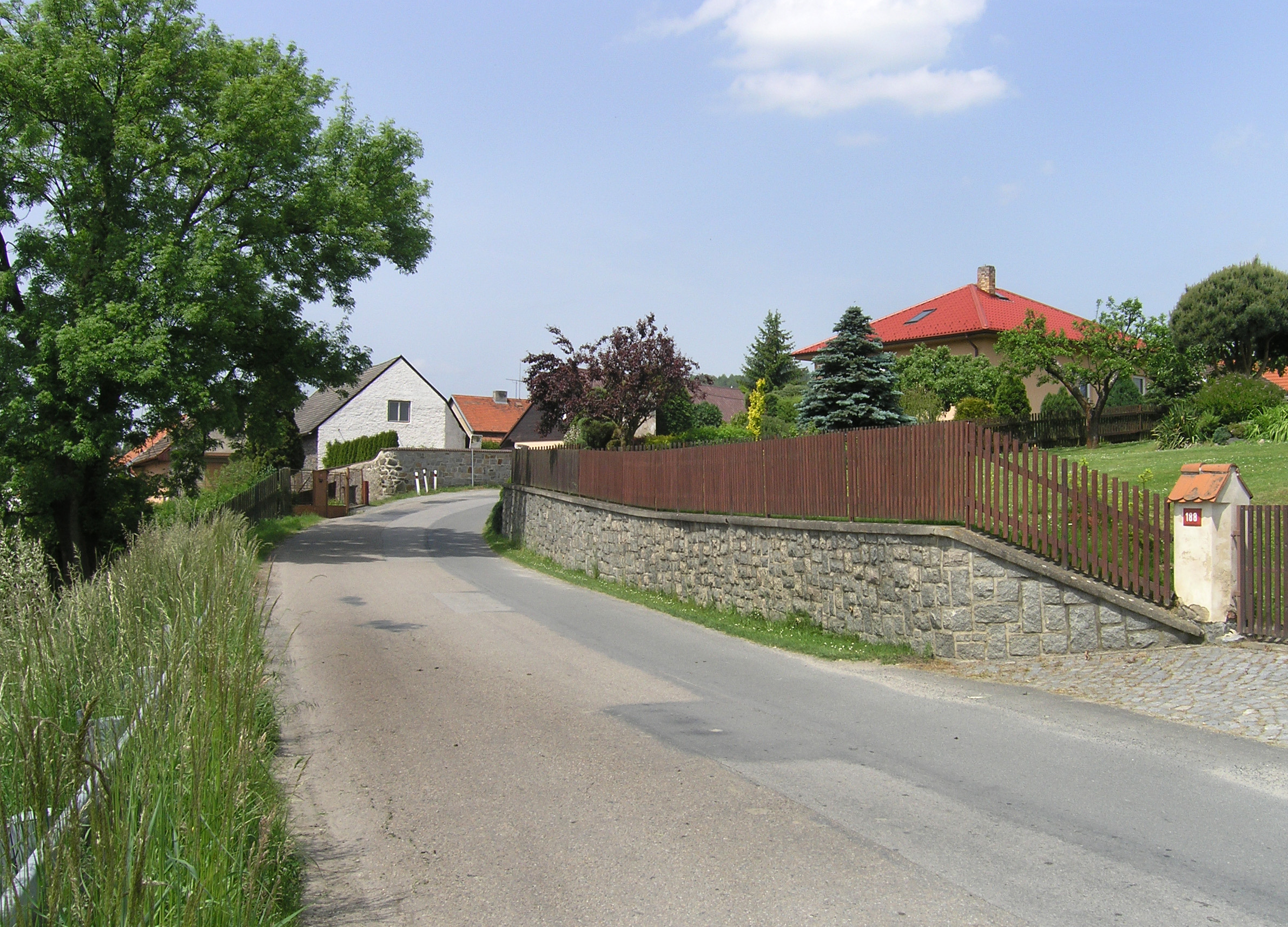
Hoofdstraat (2014)
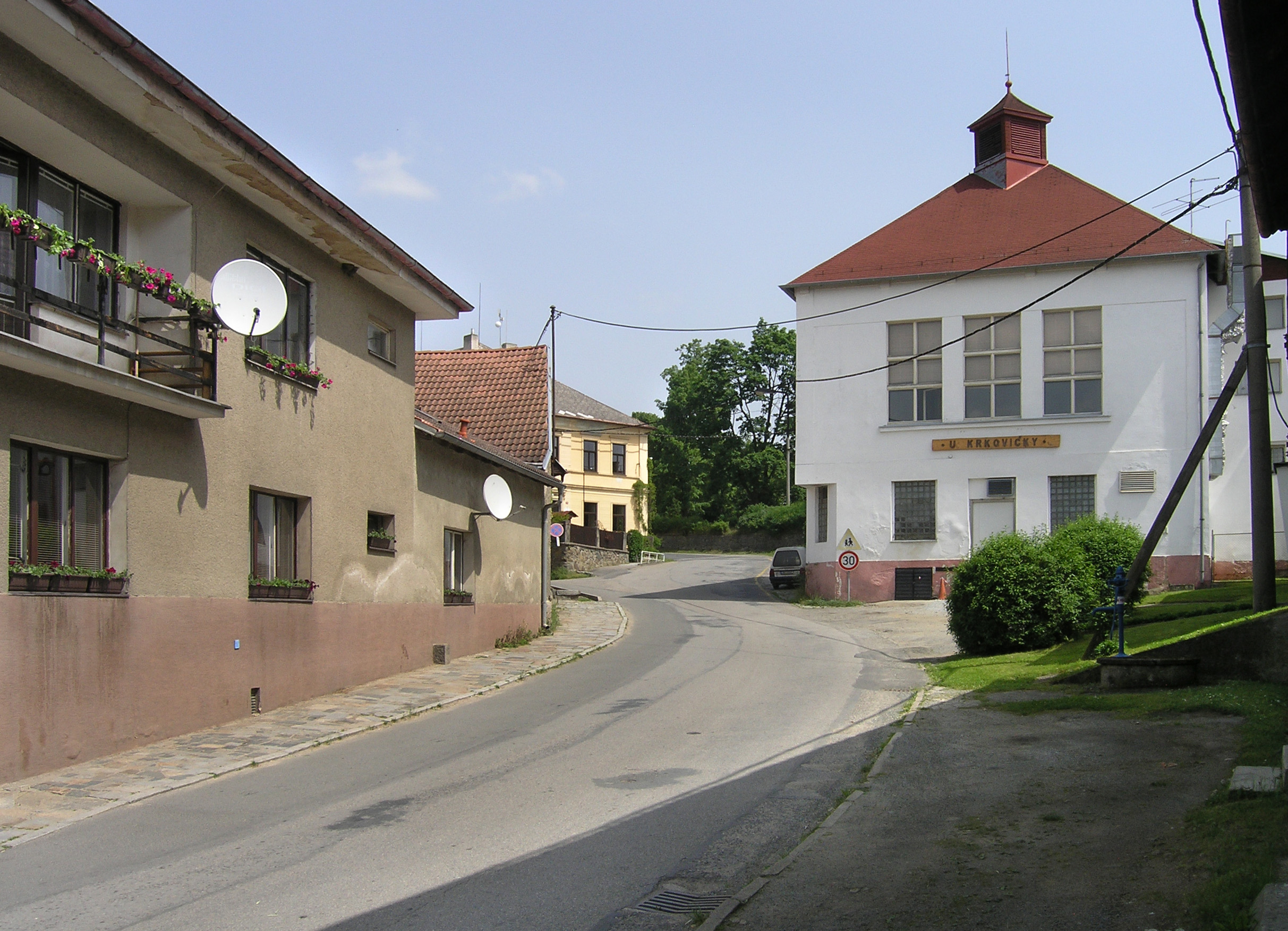
Restaurant in het dorp (2014)
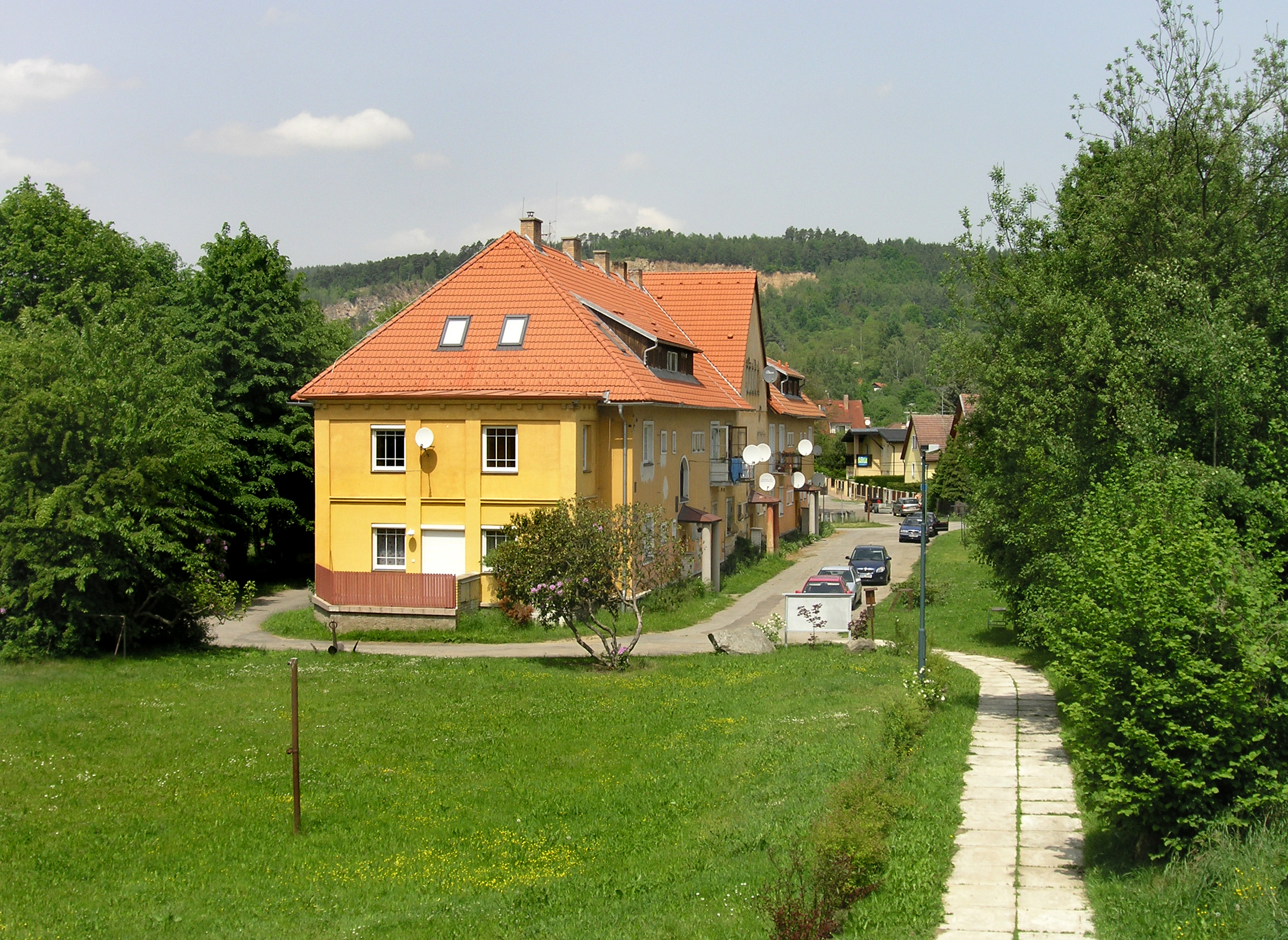
Woongebouw in het dorp (2014)
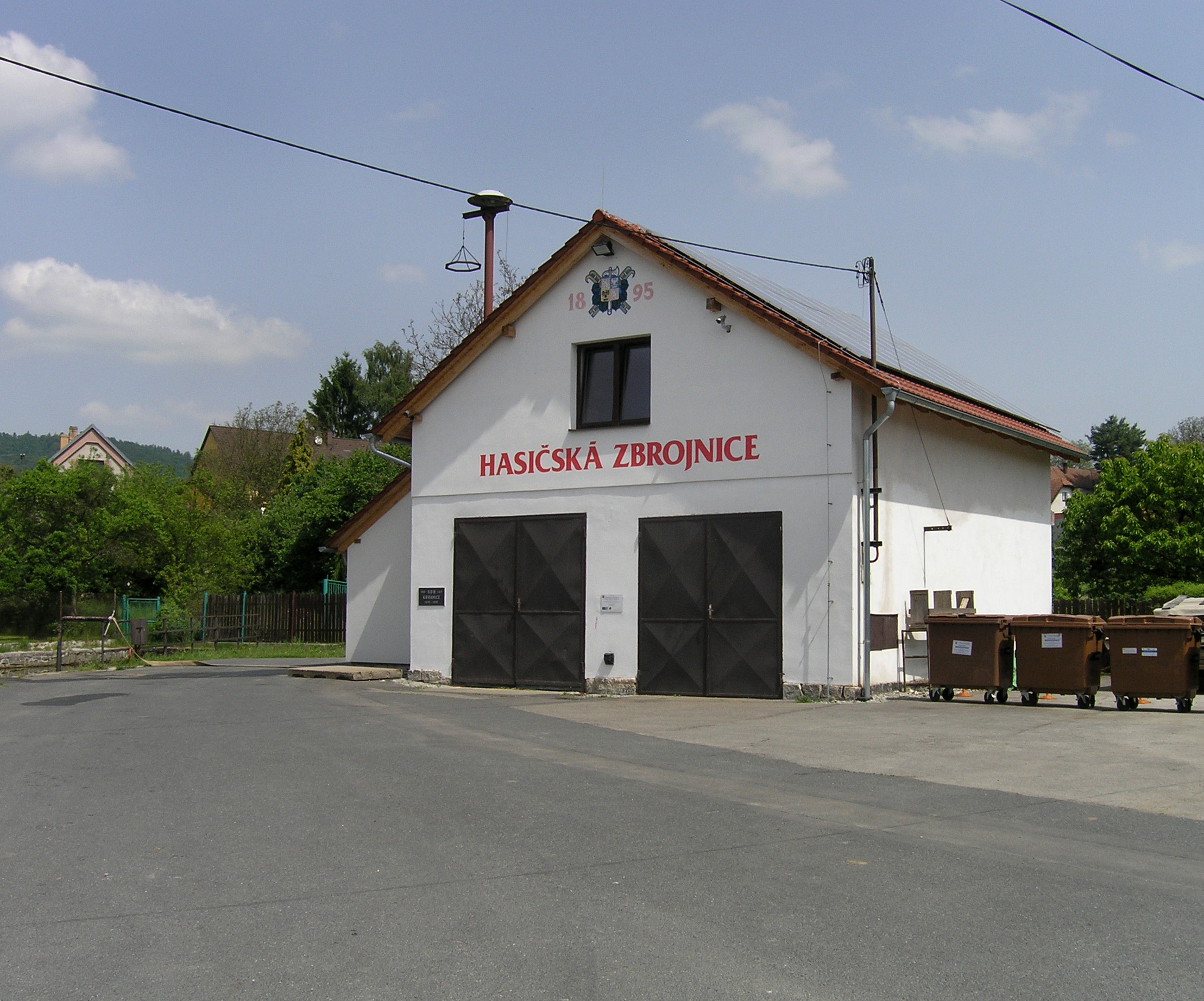
Brandweerkazerne (2014)
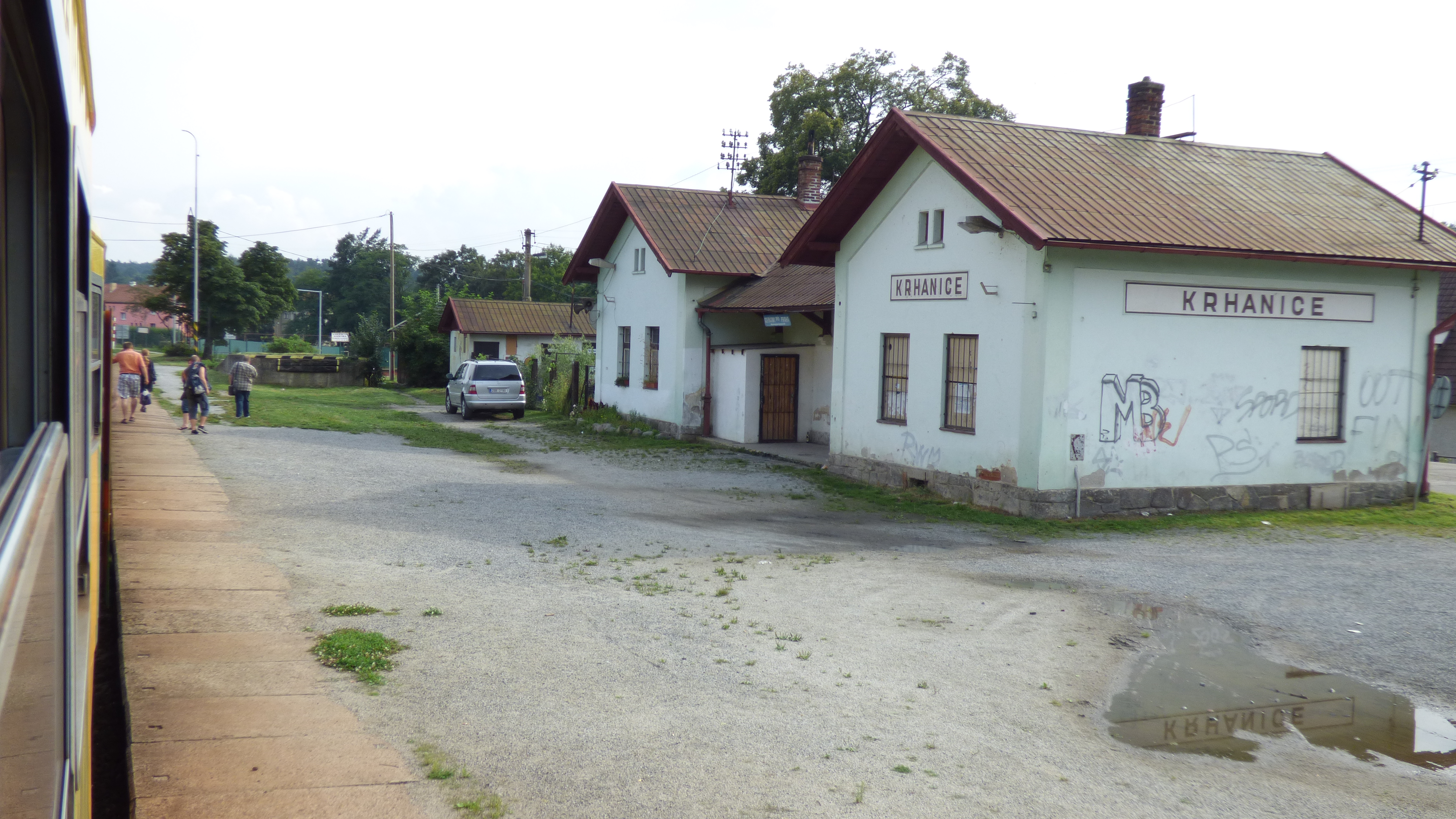
Station Krhanice (2014)
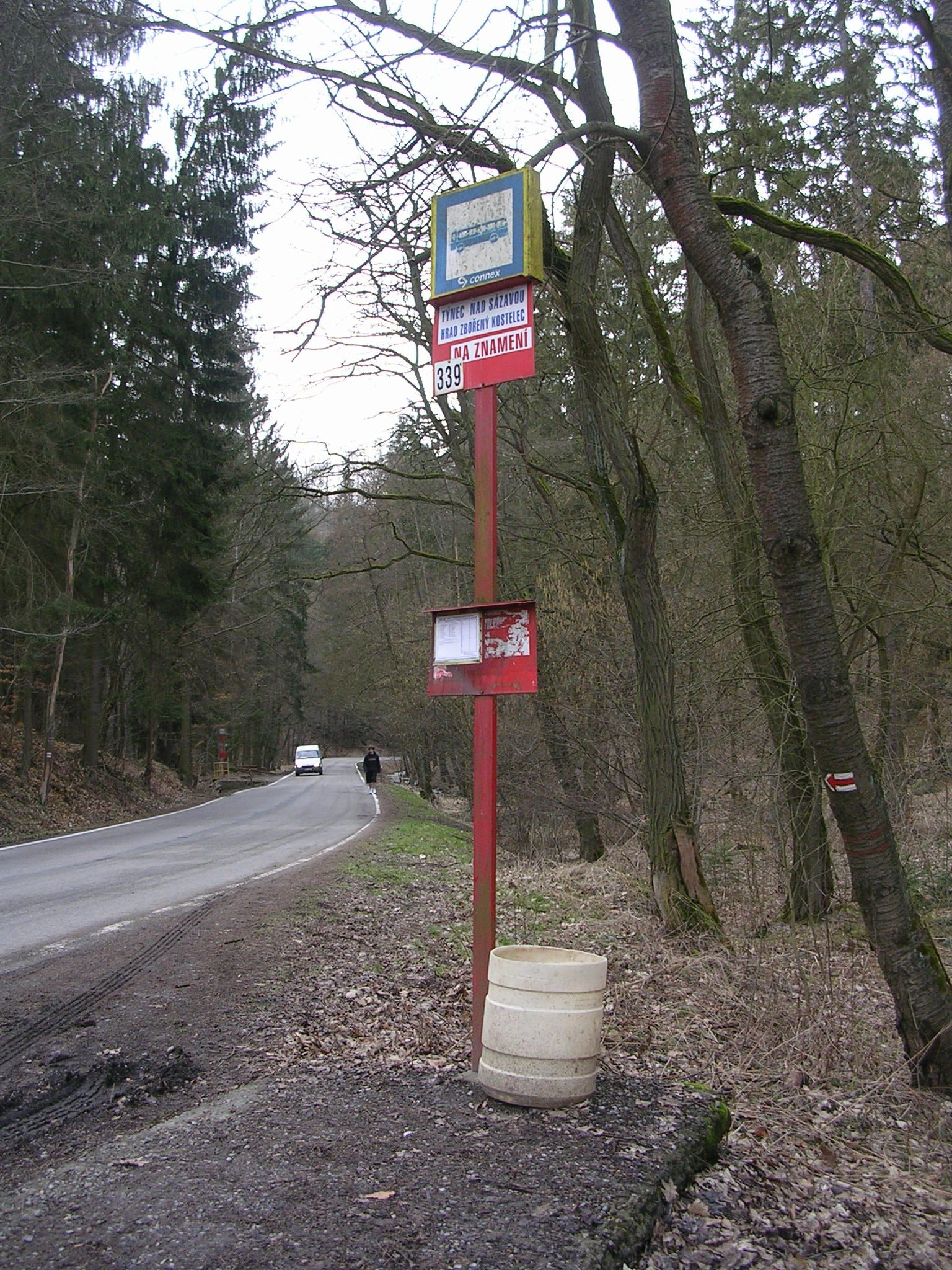
Bushalte nabij het dorp (2009)
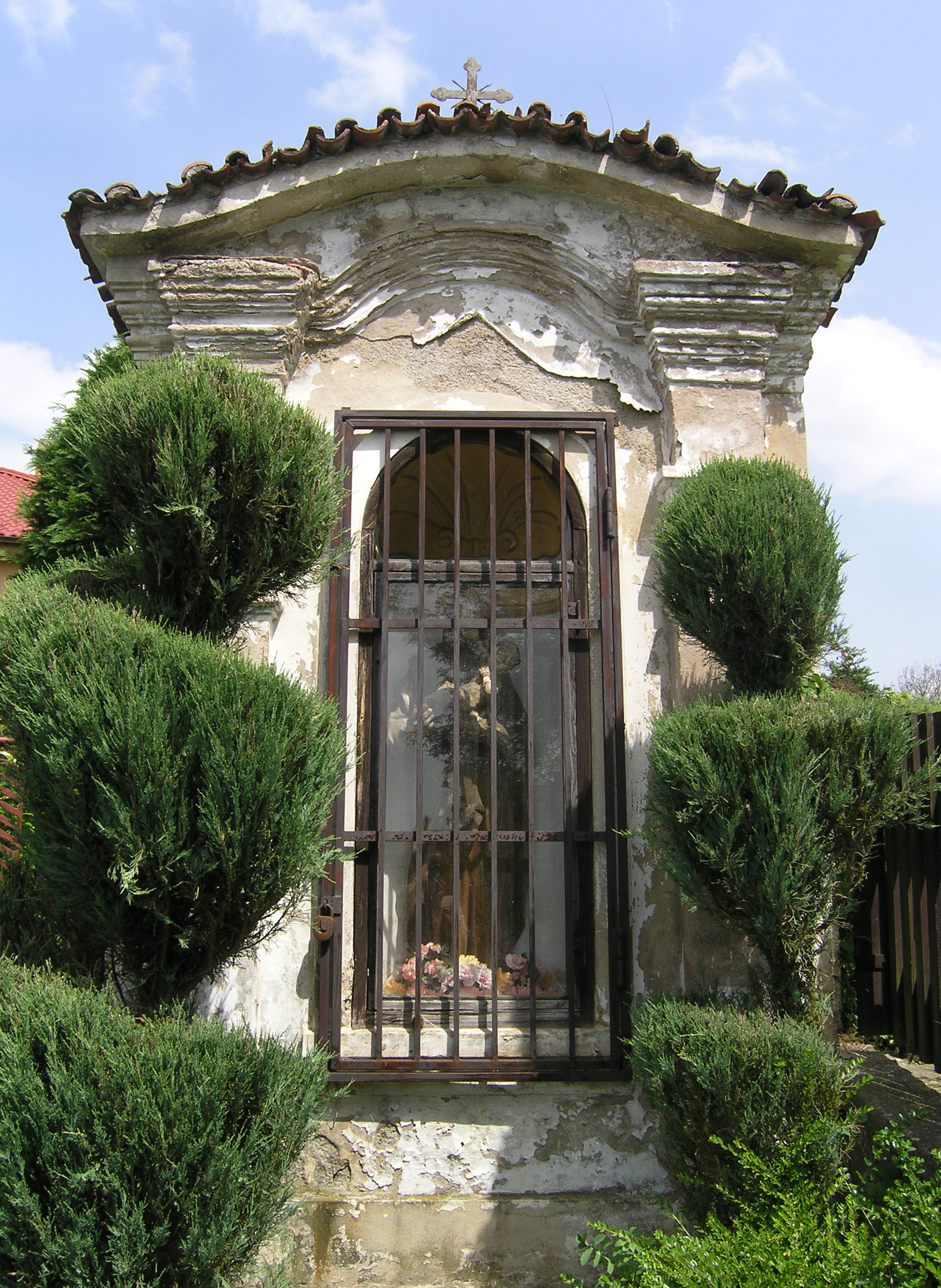
Sint-Jozefkapel (2014)